# Olešná (Stráž)
Olešná (německy Elsch) je malá vesnice, část městyse Stráž v okrese Tachov v Plzeňském kraji. Nachází se asi 4,5 kilometru jihovýchodně od Stráže. Prochází jí silnice II/200. Olešná je také název katastrálního území o rozloze 5,38 km². Vesnice stojí na východním okraji přírodního parku Valcha.

## Historie
První písemná zmínka o vesnici pochází z roku 1186.

## Obyvatelstvo
| Rok            | 1869 | 1880 | 1890 | 1900 | 1910 | 1921 | 1930 | 1950 | 1961 | 1970 | 1980 | 1991 | 2001 | 2011 | 2021 |
| -------------- | ---- | ---- | ---- | ---- | ---- | ---- | ---- | ---- | ---- | ---- | ---- | ---- | ---- | ---- | ---- |
| Počet obyvatel | 262  | 231  | 237  | 268  | 272  | 272  | 261  | 101  | 127  | 78   | 57   | 50   | 33   | 35   | 42   |
| Počet domů     | 48   | 48   | 49   | 50   | 50   | 50   | 52   | 31   | 44   | 16   | 16   | 17   | 18   | 20   | 21   |

## Obecní správa
Při sčítání lidu v letech 1850–1976 Olešná byla samostatnou obcí v okrese Tachov. Od 30. dubna 1976 je částí městyse Stráž v okrese Tachov. V letech 1961–1976 k obci patřily Bonětice a Bonětičky.

## Pamětihodnosti
Zámek s hospodářským dvorem uprostřed obce byl postaven na středověkých základech. Roku 1788 vyhořel. Zámecký kostel svaté Anny, který se nachází v havarijním stavu, byl obnoven jako novorománská stavba podle projektu architekta Antonína Barvitia z let 1884–1886. Chrámové zařízení bylo přeneseno ze starého kostela. Další památkově chráněnou budovou je sýpka.

## Osobnosti
- Johann Feierfeil (* 1860), rolník a poslanec zemského sněmu

## Galerie

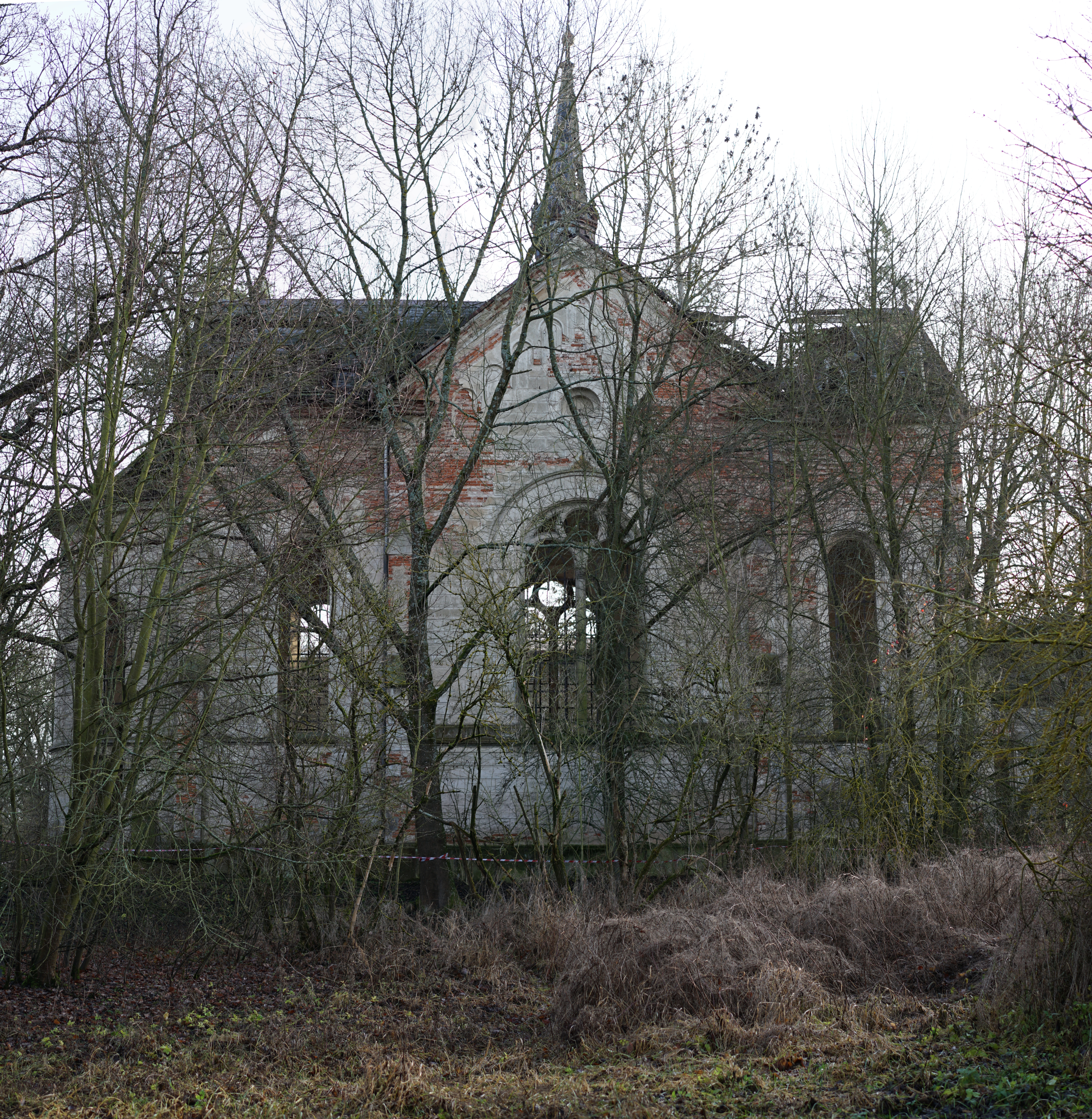
kostel svaté Anny
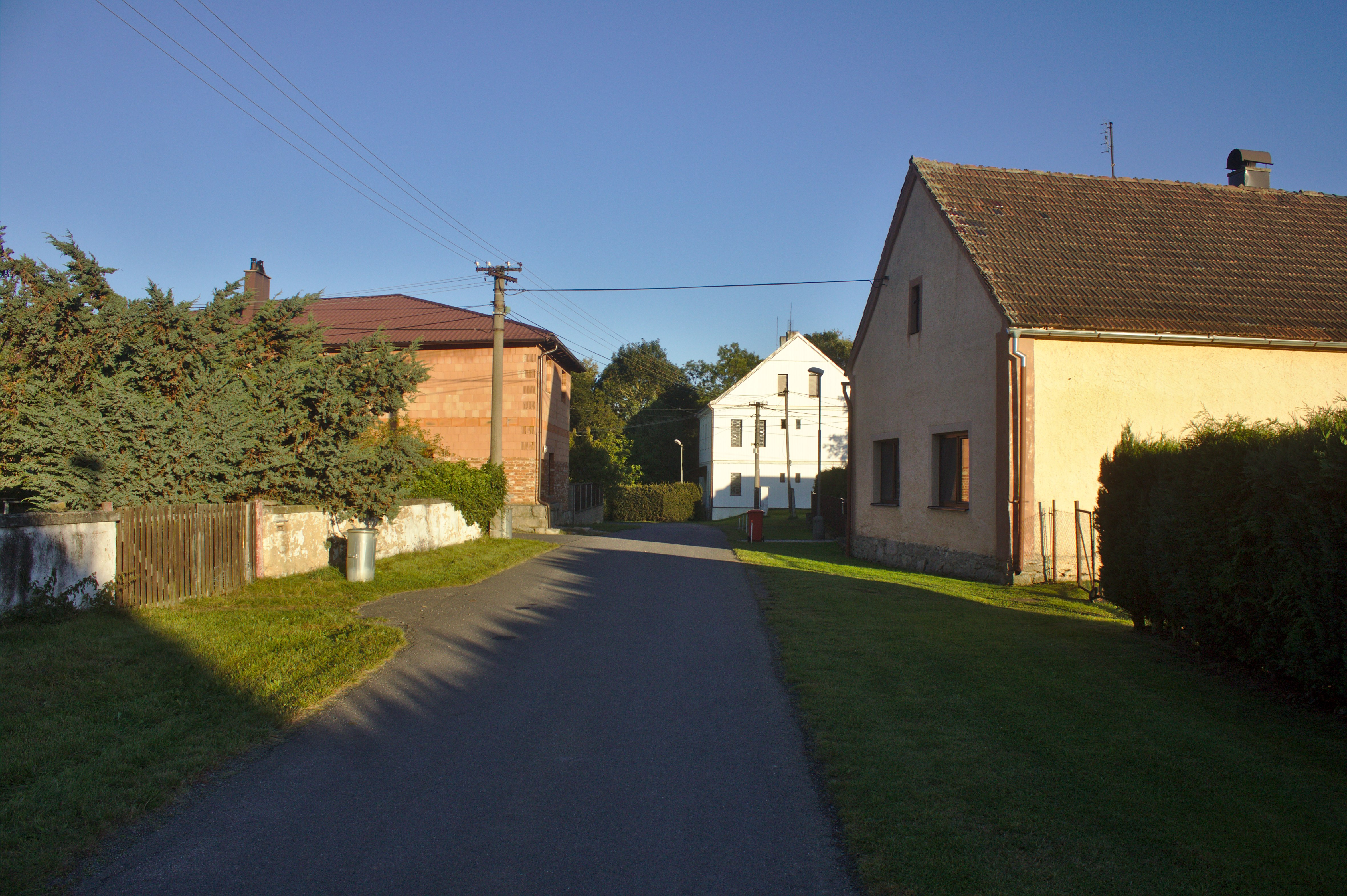
silnice
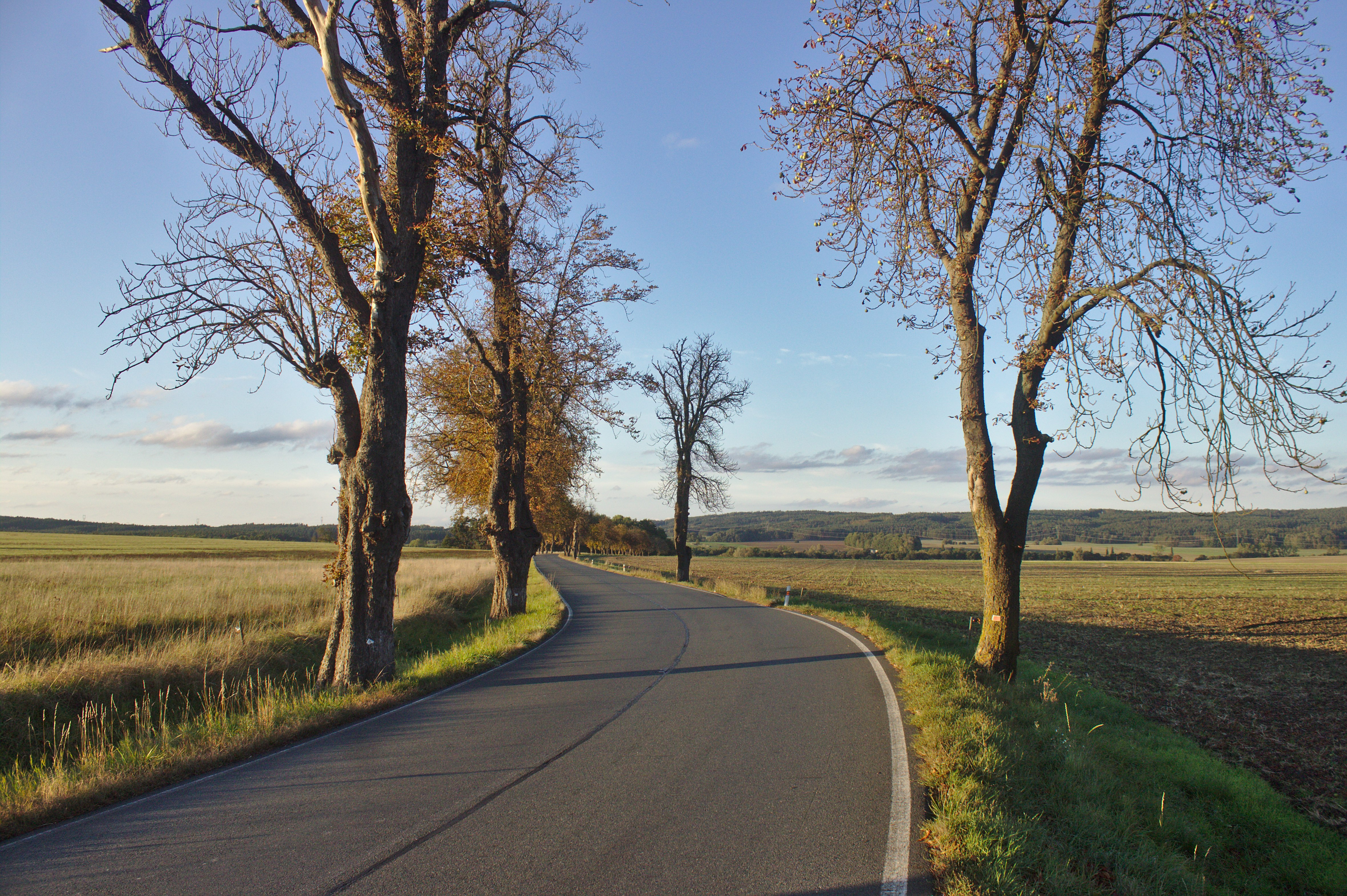
jírovcová alej